# Central (Seattle)
Central is een stadsdistrict van Seattle, Washington. Het stadsdistrict telde 29.868 inwoners in 2010, waarvan 15.049 mannen en 14.819 vrouwen.